# Marcellus, Michigan
Marcellus är en ort (village) i Cass County i Michigan. Vid 2010 års folkräkning hade Marcellus 1 198 invånare.